# Клисфен
Клисфе́н (греч. Κλεισθένης) — афинянин, сын Мегакла и Агаристы, внук сикионского тирана того же имени (Клисфен Старший), из знатного рода Алкмеонидов.

## Биография

### Борьба против тирании
Первое упоминание о Клисфене (впрочем, это нельзя считать вполне доказанным) содержится во фрагменте афинской надписи со списком архонтов, из которого следует, что Клисфен был архонтом 525 г. до н. э. Это противоречит античной традиции, согласно которой Алкмеониды были изгнаны тираном Писистратом и с тех пор постоянно боролись с тиранией, и заставляет учёных предполагать, что Клисфен в числе других Алкмеонидов был возвращён в Афины Писистратом или скорее его сыновьями Гиппием и Гиппархом и вновь изгнан после убийства Гиппарха Гармодием и Аристогитоном в 514 г. до н. э. С этого момента Алкмеониды, во главе которых стоял Клисфен, действительно развивают активную борьбу против тирании: укрепляют местечко Липсидрий, а после понесённого там военного поражения — подкупают Дельфийского оракула, который дает повеление спартанцам освободить Афины. Повеление было выполнено в 510 г. до н. э. при активной помощи афинских противников тирании; о конкретной роли Клисфена в событиях источники ничего не говорят, но она должна была быть немалой.

### Борьба с Исагором
В освобожденных Афинах началась борьба за власть между Клисфеном и Исагором, избранным архонтом на 508/507 гг. При этом Исагор придерживался олигархического направления и опирался на аристократические «товарищества» (гетерии), тогда как Клисфен в противовес ему апеллировал к народной массе и предложил план широких демократических реформ. Исагор со своей стороны запросил помощи у Спарты. Спартанский царь Клеомен I прислал послов с требованием к афинянам изгнать запятнанных «килоновым грехом»; Клисфен тайно бежал, но тем не менее Клеомен явился в Афины с отрядом и изгнал 700 семей, и даже кости мертвецов были выброшены из могил. После этого он попытался разогнать Совет и передать власть в руки Исагора и 300 его приверженцев-олигархов. Результатом было всеобщее восстание; Клеомен со спартанцами и олигархами был осаждён на Акрополе и вынужден удалиться; Исагор ушёл с ним, а его приверженцы (по разным сообщениям) то ли так же покинули Афины, то ли были перебиты. После этого Клисфен вернулся в город и провёл серию реформ, утвердивших афинскую демократию.

### Реформы Клисфена

#### Территориальное деление
Клисфен уничтожил традиционное деление Афин на четыре территориально-родовых округа — филы, бывшее опорой влияния родовой знати и её группировок. Основой деления стала «деревня» — дем; демы объединялись в 30 триттий, а триттии — в 10 новых фил, нарезанных произвольно и не имевших сплошной территории. Первоначальное число демов Геродот определяет во 100; потом их число увеличивалось.
Демы названы были или по именам занимаемых местностей, или по их мифическим основателям, или, наконец, по знатным родам, обитавшим в том или другом деме (например, дем Филаидов). Афинянин теперь становился членом гражданского коллектива через принадлежность не к роду, а к дему; в своем деме он по достижении совершеннолетия (18 лет) вносился в гражданские списки. В официальных документах он именовался по названию дема (например: Деметрий из Алопеки); как полагают, Клисфен стремился, чтобы это наименование вытеснило традиционные отчества. Впрочем, наименование дема быстро утратило связь с фактическим местожительством и напоминало лишь, к какому дему были приписаны его предки при Клисфене.
По населённости и пространству демы сильно разнились между собой, так как при образовании их Клисфен исходил от исконного деления Аттики на поселения. Дем пользовался самоуправлением в местных делах; в государственном управлении демы участвовали преимущественно через филы.
Дем с его демархом и другими местными властями, с его общедемотскими собраниями, землями, культом, воспитывал гражданина для деятельности на более широкой общегосударственной арене. Законодателю нетрудно было ввести в новые деления и новых граждан — поселившихся в Аттике иноземцев и вольноотпущенников.
Несколько демов составляли триттию. Всего триттий было 30: 10 в городе и его округе, десять в Паралии (на побережье) и 10 в Месогее (внутренней области Аттики). Триттии были распределены по жребию между 10 филами так, чтобы в каждой филе была одна триттия городская, одна триттия Паралии и одна — Месогеи. Таким образом были разорваны старые родо-территориальные связи и предупреждено образование партий наподобие педиеев, паралиев и диакриев.
Клисфеновские деления можно проследить до середины IV в. нашей эры (причём тогда было уже 13 фил и до 200 демов). Патронами клисфеновских фил сделались, по указанию Пифии, 10 отечественных героев, которые и дали филам свои имена.

#### Реформа городского Совета
Реформа территориального деления повлекла за собой реформу городского Совета. По конституции Солона Совет формировался по 100 человек от каждой филы, и таким образом представлял собой Совет Четырёхсот. Новый Совет Пятисот представлял собой по 50 человек от филы, избиравшихся в демах; весь состав совета делился в течение года на 10 секций (пританий) по филам; должностные коллегии состояли обыкновенно из 10 магистратов, по одному от каждой филы; 6000 присяжных судей выбирались также по филам; пехота делилась на 10 полков, а конница на 10 эскадронов и т. д. В основу государственного управления положена была, таким образом, не территориальная, но политическая единица.

#### Другие реформы
Давних родовых делений Аттики Клисфен не уничтожал; роды, фратрии, ионийские филы продолжали существовать и после него. Он даже увеличил число фратрий, изменив и личный состав их: кроме древних родов, в их среду вошли члены религиозных сотовариществ, к родам не принадлежавшие; всех фраторов объединяли культы Зевса-фратрия и Афины-фратрии. Принадлежностью к фратрии обуславливались права и звание афинского гражданина до 18-летнего возраста. Однако эти родовые деления перестали играть политическую роль.
Клисфен также создал коллегию из 10 военачальников — стратегов (по 1 от каждой филы), в руки которых в последующие годы перешла от архонта-полемарха вся военная власть; в отличие от архонтов, в которые избирались только представители двух высших имущественных классов, стратегами могли стать представители всех классов, кроме последнего — фетов.
Для предупреждения новых попыток захвата тиранической власти Клисфен ввёл остракизм.

#### Результат
Реформами Клисфена завершилось объединение Аттики, начатое, по легенде, Тезеем, и образование органического целого из разрозненных и враждовавших между собой групп населения. По словам Аристотеля, Клисфен сделал Афины более демократическими, а Геродот ставит в причинную связь с клисфеновской организацией республики последовавшие вскоре за ней успехи афинян в войнах с беотийцами и халкидянами: под гнетом тиранов они были нерадивы, «потому что, как бы трудились для господина, а потом, когда стали свободными, охотно брались за дело, преследуя собственные выгоды» (V, 78).